# Aérodrome de Lutao
Pour les articles homonymes, voir GNI.
L'aérodrome de Lutao (île Verte) (en chinois traditionnel : 綠島機場 ; pinyin : Lǜdǎo Jīchǎng), (code IATA : GNI • code OACI : RCGI)) est l'aéroport desservant l'île Verte, Taïwan. 

## Histoire
L'aérodrome a d'abord été à visée militaire, construit dès 1972, avant d'être entièrement civil depuis 1977.

## Situation
| \| 20 km1:1 721 000 \| Taipei-Taoyuan Taipei Songshan Kaohsiung Taichung Tainan Hualien Chiayi Lutao Hengchun Kinmen Magong Beigan Nangan Lanyu · île des Orchidées Pingtung Tchimeï Taitung Wangan |
| 20 km1:1 721 000 |

## Compagnie et destinations
| Compagnies | Destinations |
| ---------- | ------------ |
| Daily Air  | Taïtung      |

## Statistiques
Pour des raisons techniques, il est temporairement impossible d'afficher le graphique qui aurait dû être présenté ici.

Voir la requête brute et les sources sur Wikidata.